# الحمریه (دبی)
الحمریه (به عربی: الحمریة) یک منطقهٔ مسکونی در امارات متحده عربی است که در دبی، امارات واقع شده‌است.